# Adonisea scissoides
Adonisea scissoides là một loài bướm đêm trong họ Noctuidae.